# Festival di Sanremo 1984

Protesta degli operai della Italsider sul palco del Festival

Il trentaquattresimo Festival di Sanremo si svolse al teatro Ariston di Sanremo dal 2 al 4 febbraio 1984 con la conduzione di Pippo Baudo, al rientro al Festival dopo il suo esordio nel 1968, affiancato da Edy Angelillo, Elisabetta Gardini, Iris Peynado e Tiziana Pini (quest'ultima al suo secondo festival, dopo quello del 1976) e, nel ruolo di damigelle, Isabella Rocchietta e Viola Simoncioni, che all'epoca avevano rispettivamente 6 e 7 anni.
Ancora una volta, e come nelle precedenti tre edizioni, il Festival fu un successo e catturò l'attenzione degli italiani, che alla fine risultarono circa 80 milioni ripartiti nelle tre serate e ben 6 milioni e mezzo furono i votanti tramite il Totip. Grandioso e costoso l'allestimento scenografico, imponente la presenza di addetti ai lavori, con ben 2700 pass per giornalisti e commentatori accreditati.
Fu l'edizione che vide l'esordio di una competizione parallela, quella delle Nuove proposte di fianco a quella principale, ribattezzata Big.
Il festival è caratterizzato fin da subito da polemiche. In un'intervista Loretta Goggi ha smentito categoricamente di aver mai deciso di partecipare al festival con il brano Un amore grande, o di essersi ritirata, leggenda metropolitana viva ancora oggi, ma semplicemente di non aver mai accettato di parteciparvi, in quanto in quel periodo conduceva con successo la seconda edizione di Loretta Goggi in quiz aggiungendo che fu presentata una lettera di adesione che aveva una sua firma malamente contraffatta. La Goggi ha dichiarato nella stessa intervista di aver vinto una causa legale contro chi ha portato come prova la lettera di adesione falsa e ha messo in giro le voci di un suo forfait all'ultimo momento.
Il brano fu proposto in un primo momento anche a Giuni Russo, ma i dissapori della cantante con la sua casa discografica di allora, la CGD, e quelli privati con Caterina Caselli non le permisero di partecipare alla kermesse, e fu infine ereditato da Pupo, che ne prese il posto e risultò alla fine quarto. Otto anni più tardi, l'artista rivelò di aver pilotato quel piazzamento investendo 75 milioni di lire in schedine del Totip (il cui acquisto dava diritto a votare per i concorrenti in gara al festival).
L'edizione fu vinta da Al Bano e Romina Power con il brano Ci sarà per la sezione Big, con cui riscossero un grande successo, e da Eros Ramazzotti con il brano Terra promessa per la sezione Nuove proposte, con il quale spopolò, oltre che in Italia, anche sul mercato francofono e, soprattutto, in quello ispanico.
Tra gli ospiti stranieri spiccarono i Queen, che si esibirono con la loro hit Radio Ga Ga. Questi avrebbero voluto cantare e suonare dal vivo ma l'organizzazione del Festival, dietro pressione delle case discografiche, impose loro il playback, tanto che Freddie Mercury, per protesta, si esibì per quasi tutta la durata della canzone tenendo il microfono lontano dalla bocca, protesta che la regia tentò maldestramente di coprire, abbassando l'audio della canzone.
Successo venne ottenuto anche da Patty Pravo, tornata sulle scene dopo alcuni anni di silenzio, con il brano Per una bambola, che si aggiudicò il Premio della critica, e dall'emergente Fiordaliso (a cui andò anche il plauso di Mercury, che aveva assistito alla sua esibizione), che con Non voglio mica la luna, divenuta un'evergreen della musica italiana, ottenne anch'essa successo a livello internazionale.
Tale edizione fu altresì segnata da una clamorosa protesta degli operai dell'Italsider di Genova, che in occasione della serata inaugurale si assieparono in massa davanti al teatro Ariston per manifestare contro un vasto piano di licenziamenti previsto dall'azienda, chiedendo al contempo il blocco del Festival. Lo stesso Pippo Baudo, dopo aver ascoltato le loro ragioni, acconsentì ad accogliere alcuni di loro sul palco, affinché potessero leggere in diretta televisiva le loro rivendicazioni. Da segnalare, infine, la squalifica, pochi giorni prima dell'inizio della manifestazione, del brano Favola triste presentato tra le Nuove proposte da Silvia Conti, in quanto non inedito. La cantante partecipò comunque all'edizione successiva.

## Partecipanti

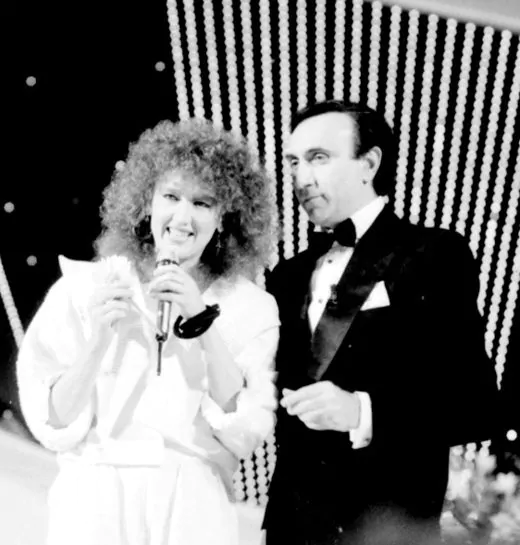
Fiorella Mannoia con Pippo Baudo al festival

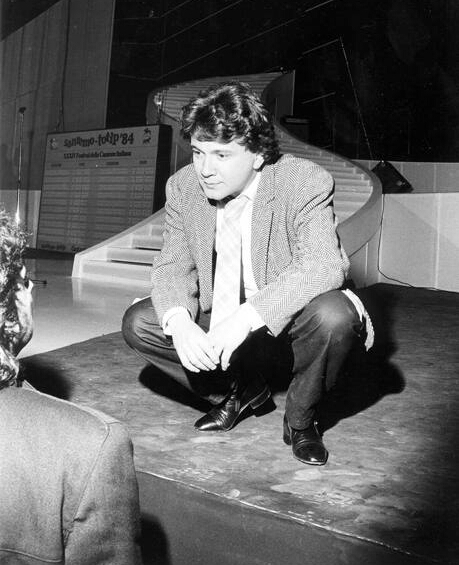
Pupo al Festival

### Sezione Big
| Interprete             | Ultime partecipazioni al Festival |
| ---------------------- | --------------------------------- |
| Al Bano e Romina Power | 1982                              |
| Alberto Camerini       | Esordiente                        |
| Anna Oxa               | 1982                              |
| Bobby Solo             | 1982                              |
| Christian              | 1983                              |
| Donatella Milani       | 1983                              |
| Drupi                  | 1982                              |
| Enrico Ruggeri         | 1980 (come membro dei Decibel)    |
| Fiordaliso             | 1983                              |
| Fiorella Mannoia       | 1981                              |
| Garbo                  | Esordiente                        |
| Gruppo Italiano        | Esordienti                        |
| Iva Zanicchi           | 1974                              |
| Mario Castelnuovo      | 1982                              |
| Marisa Sannia          | 1971                              |
| Patty Pravo            | 1970                              |
| Pupo                   | 1983                              |
| Riccardo Del Turco     | 1982                              |
| Stadio                 | Esordienti                        |
| Toto Cutugno           | 1983                              |

### Sezione Nuove Proposte

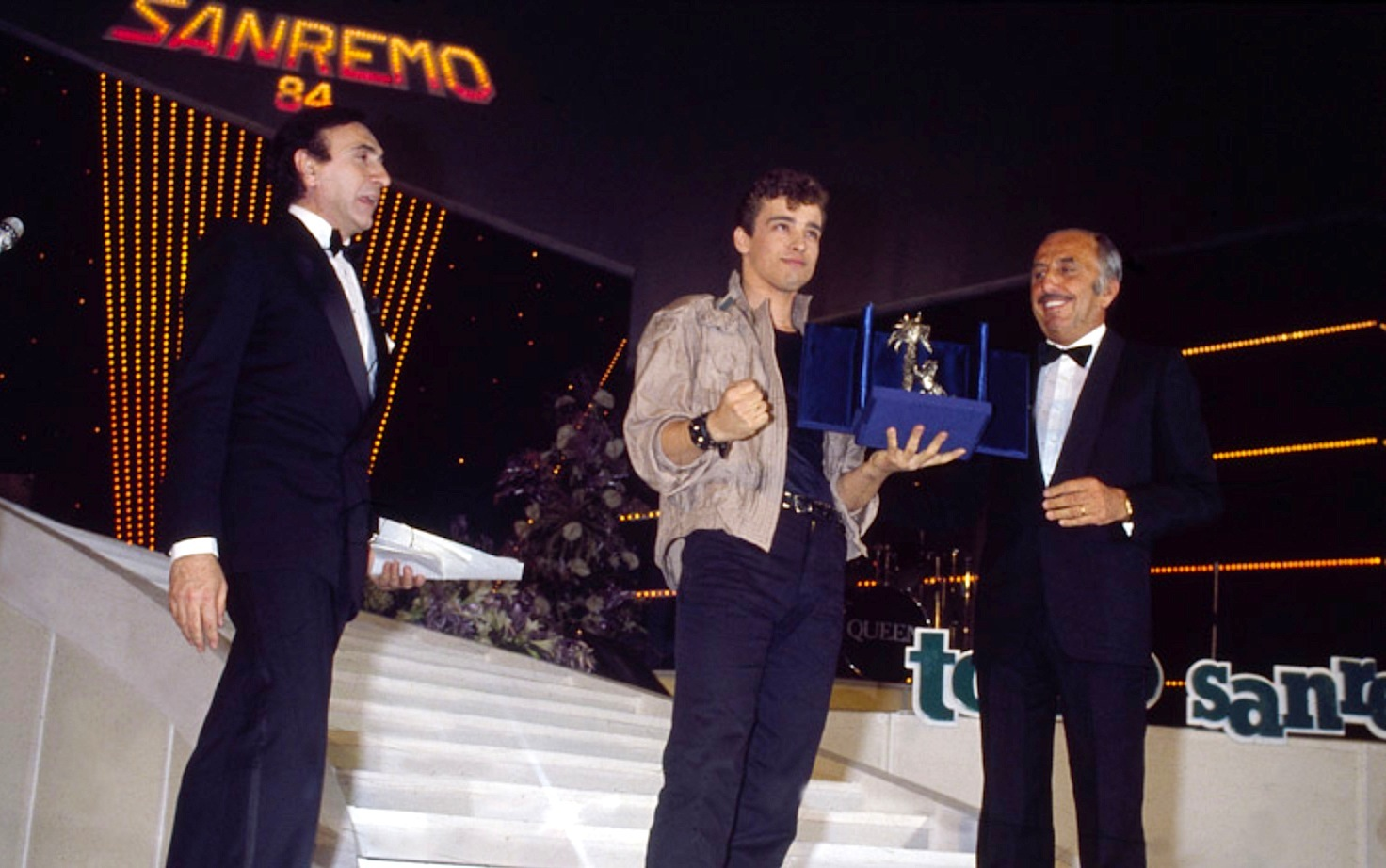
Eros Ramazzotti premiato come vincitore della sezione Nuove Proposte con Terra promessa

| Interprete               | Ultime partecipazioni al Festival |
| ------------------------ | --------------------------------- |
| Canton                   | Esordienti                        |
| Collage                  | 1981 (tra i Big)                  |
| Dhuo                     | Esordienti                        |
| Eros Ramazzotti          | Esordiente                        |
| Fabio Vanni              | Esordiente                        |
| Flavia Fortunato         | 1983                              |
| Giampiero Artegiani      | Esordiente                        |
| Giorgia Fiorio           | 1983                              |
| I Trilli                 | Esordienti                        |
| Ivano Calcagno           | Esordiente                        |
| Luigi Sutera             | Esordiente                        |
| Marco Armani             | 1983                              |
| Richter, Venturi e Murru | Esordienti                        |
| Rodolfo Banchelli        | Esordiente                        |
| Santandrea               | Esordiente                        |
| Valentino                | Esordiente                        |

## Classifica, canzoni e cantanti

### Sezione Campioni
Classifica finale dei Big fatta con i voti abbinati al concorso Totip
| Posizione | Interprete             | Canzone                 | Autori                                        | Voti ricevuti |
| --------- | ---------------------- | ----------------------- | --------------------------------------------- | ------------- |
| 1º        | Al Bano e Romina Power | Ci sarà                 | C. Minellono e D. Farina                      | 2.122.616     |
| 2º        | Toto Cutugno           | Serenata                | S. Cutugno e V. Pallavicini                   | 1.042.864     |
| 3º        | Christian              | Cara                    | M. Balducci                                   | 486.102       |
| 4º        | Pupo                   | Un amore grande         | G. Savio, G. Bigazzi e U. Tozzi               | 409.954       |
| 5º        | Fiordaliso             | Non voglio mica la luna | E. Malepasso, L. Albertelli e A. Fornaciari   | 358.626       |
| 6º        | Mario Castelnuovo      | Nina                    | M. Castelnuovo                                | 266.020       |
| 7º        | Anna Oxa               | Non scendo              | O. Avogadro e M. Lavezzi                      | 238.960       |
| 8º        | Drupi                  | Regalami un sorriso     | A. Cogliati, G. Anelli e F. Fasano            | 232.536       |
| 9º        | Iva Zanicchi           | Chi (Mi darà)           | U. Balsamo e C. Malgioglio                    | 221.908       |
| 10º       | Patty Pravo            | Per una bambola         | M. Monti                                      | 175.414       |
| 11º       | Gruppo Italiano        | Anni ruggenti           | P. Di Malta, R. Riva, G. Folino e C. Santulli | 167.620       |
| 12º       | Bobby Solo             | Ancora ti vorrei        | R. Satti, Susuki e M. Mologni                 | 153.210       |
| 13º       | Donatella Milani       | Libera                  | D. Milani, Filistrucchi e Putzolu             | 129.896       |
| 14º       | Fiorella Mannoia       | Come si cambia          | M. Piccoli e R. Pareti                        | 110.040       |
| 15º       | Marisa Sannia          | Amore amore             | D. Pace e C. Conti                            | 109.514       |
| 16º       | Alberto Camerini       | La bottega del caffè    | A. Camerini                                   | 78.940        |
| 17º       | Riccardo Del Turco     | Serena alienazione      | Mogol e R. Del Turco                          | 75.308        |
| 18º       | Garbo                  | Radioclima              | R. Abate                                      | 66.626        |
| 19º       | Enrico Ruggeri         | Nuovo swing             | E. Ruggeri                                    | 65.706        |
| 20º       | Stadio                 | Allo stadio             | L. Carboni e G. Curreri                       | 54.760        |

### Sezione Nuove Proposte
| Posizione | Interprete               | Canzone                        | Autori                                                | Voti ricevuti |
| --------- | ------------------------ | ------------------------------ | ----------------------------------------------------- | ------------- |
| 1º        | Eros Ramazzotti          | Terra promessa                 | E. Ramazzotti, A. Salerno e R. Brioschi               | 99            |
| 2º        | Marco Armani             | Solo con l'anima mia           | R. Cellamare e L. Carboni                             | 58            |
| 3º        | Flavia Fortunato         | Aspettami ogni sera            | E. Palumbo, V. Magelli, Lazzari e Sebastiani          | 43            |
| 4º        | Canton                   | Sonnambulismo                  | L. Schiavone ed E. Ruggeri                            | 25            |
| 5º        | Valentino                | Notte di luna                  | S. Basile                                             | 23            |
| 6º        | Ivano Calcagno           | Principessa delle rose         | I. Calcagno                                           | 22            |
| 7º        | Fabio Vanni              | Lei balla sola                 | F. Poli ed E. Paselli                                 | 16            |
| 8º        | Dhuo                     | Walkin'                        | M. Logan e B. Bergonzi                                | 15            |
| NF        | Giampiero Artegiani      | Acqua alta in piazza San Marco | G. Artegiani e M. Marrocchi                           |               |
| NF        | Santandrea               | La Fenice                      | R. Cocciante e Santandrea                             |               |
| NF        | Luigi Sutera             | I'm in Love With You           | L. Sutera                                             |               |
| NF        | Rodolfo Banchelli        | Madame                         | R. Banchelli, A. Valsiglio e C. D'Apruzzo             |               |
| NF        | Richter, Venturi e Murru | Mondorama                      | M. Murru, L. Ritteri e V. Venturi                     |               |
| NF        | I Trilli                 | Pomeriggio a Marrakech         | G. F. Reverberi, G. Zullo, M. Maisano e R. Della Casa |               |
| NF        | Collage                  | Quanto ti amo                  | P. A. Cassella e D. Farina                            |               |
| NF        | Giorgia Fiorio           | Se ti spogli                   | S. Menegale e R. Pareti                               |               |

## Regolamento
Una interpretazione per brano: Prima serata: 20 Big tutti in finale. Seconda serata: 16 Nuove Proposte di cui 8 in finale (gara separata).
Nella seconda serata, i "Big" riproposero i ritornelli dei loro pezzi.
Classifica finale dei Big fatta con i voti abbinati al concorso Totip.

## Altri premi
- Premio della Critica sezione Campioni: Patty Pravo con Per una bambola
- Premio della Critica sezione Nuove Proposte: Santandrea con La fenice

## Orchestra
Non era presente. Gli artisti si esibirono rigorosamente in playback.

## Sigla
- Rose su rose (Pani-Cassano-Pani) - Mina
- Under the Sun - Rockets

## Ospiti cantanti
Questi gli ospiti che si sono esibiti nel corso delle tre serate di questa edizione del Festival di Sanremo:
- Un amore così grande - Claudio Villa
- Radio Ga Ga - Queen
- Pinocchio chiò - Pippo Franco
- Love of the Common People - Paul Young
- Victims - Culture Club
- Due come noi - Josè Luis Rodriguez "El Puma"
- Why - Randy Crawford
- Total Eclipse of the Heart - Bonnie Tyler
- Stay - Bonnie Bianco & Pierre Cosso
- Canzone pulita - Nino Manfredi
- Europe - Stephen Schlaks
- Just for Tonight - Gilbert Montagnè
- Madonna's Daughter – David Knopfler con Mark Knopfler
- Io e te - Rodrigues & Jairzinho
- Doppio senso doppio amore - Alida Chelli

Alcuni ospiti, come i Culture Club o i Queen, eseguirono lo stesso brano in due serate diverse.

## Repliche
Il 4 e l'11 marzo successivi Italia 1 trasmise uno speciale intitolato Super Sanremo 1984, condotto da Claudio Cecchetto, Gigi Sabani, Ilaria Moscato e Gabriella Golia. Nel marzo 1984 anche Rete 4, con la trasmissione condotta da Maurizio Costanzo Fascination dedicò una puntata speciale al Festival, con ospiti alcuni artisti in gara come Anna Oxa, Christian, Marisa Sannia, Fiordaliso, Bobby Solo, Iva Zanicchi, Riccardo Del Turco.

## Piazzamenti in classifica dei singoli[10]
| Artista                | Singolo                 | Pos.Max. | Italia (Posizione annuale) |
| ---------------------- | ----------------------- | -------- | -------------------------- |
| Al Bano e Romina Power | Ci sarà                 | 1        | 15                         |
| Eros Ramazzotti        | Terra promessa          | 2        | 29                         |
| Fiordaliso             | Non voglio mica la luna | 3        | 37                         |
| Toto Cutugno           | Serenata                | 3        | 39                         |
| Christian              | Cara                    | 8        | 24                         |
| Mario Castelnuovo      | Nina                    | 10       | 65                         |
| Fiorella Mannoia       | Come si cambia          | 10       | 48                         |
| Drupi                  | Regalami un sorriso     | 12       | 94                         |
| Gruppo Italiano        | Anni ruggenti           | 15       | 75                         |
| Enrico Ruggeri         | Nuovo swing             | 16       | 74                         |
| Patty Pravo            | Per una bambola         | 17       | 83                         |
| Marco Armani           | Solo con l'anima mia    | 20       | -                          |
| Anna Oxa               | Non scendo              | 23       | -                          |
| Flavia Fortunato       | Aspettami ogni sera     | 27       | 97                         |
| Garbo                  | Radioclima              | 28       | -                          |
| Stadio                 | Allo stadio             | 42       | -                          |
| Iva Zanicchi           | Chi (mi darà)           | 45       | -                          |
| Pupo                   | Un amore grande         | 48       | -                          |